# Heptano-1,5-lacton
Heptano-1,5-lacton (auch Heptan-1,5-olid oder δ-Heptanolacton) ist eine organische Verbindung aus der Gruppe der Lactone.

## Herstellung
Heptano-1,5-lacton kann durch Reaktion von Glutaraldehyd mit Ethylmagnesiumbromid oder von 5-Oxoheptanal mit 2-Propanthiol und Samarium(II)-iodid hergestellt werden. Bei der elektrochemischen Oxidation von 2-Methylcyclohexanon in Dichlormethan in Gegenwart von Trifluoressigsäure entsteht als Hauptprodukt Heptano-1,5-lacton. Ein anderes, ähnliches Verfahren nutzt Acetonitril als Lösungsmittel und Wasser als Quelle für Sauerstoffatome. Reaktion von Cyclopentanon mit einem Aldehyd im Basischen ergibt ein 2-Alkylidencyclopentanon. Durch Hydrierung an Palladium und Baeyer-Villiger-Oxidation werden so δ-Lactone erhalten. Durch Reaktion mit Acetaldehyd wird so Heptano-1,5-lacton erhalten.

## Verwendung
Heptano-1,5-lacton ist in der EU unter der FL-Nummer 10.045 als Aromastoff für Lebensmittel zugelassen.